# 모함마드 가지
모함마드 가지 나자파바디(페르시아어: محمد قاضی, Mohammad Ghazi Najafabadi, 1984년 12월 30일 ~ )는 이란의 축구 선수로, 현재 이란 프로리그의 Havadar에서 뛰고 있다. 포지션은 스트라이커이다.
1. ↑  goal.com